# Галайдін Григорій Спиридонович
Григорій Спиридонович Галайдін (21 листопада 1905, село Юр'євичі Могильовської губернії, тепер Климовицького району Могильовської області, Білорусь — 1 липня 1986, місто Мінськ, тепер Білорусь) — радянський діяч, 1-й секретар Карагандинського і Алма-Атинського обласних комітетів КП Казахстану, 1-й секретар Комі-Перм'яцького окружного комітету ВКП(б). Депутат Верховної ради Казахської РСР 4-го скликання.

## Життєпис
Народився в селянській родині. З 1925 року працював головою сільської ради, завідувачем районного земельного відділу.
Служив у Червоній армії. Член ВКП(б) з 1926 року.
На 1928 рік — голова колгоспу «Ленiнскi шлях» Климовицького округу Білоруської СРР.
До 1931 року — секретар виконавчого комітету Климовицької районної ради Білоруської СРР.
У 1931—1937 роках — студент робітничого факультету, студент Московського індустріально-педагогічного інституту.
2 січня 1938 — 9 березня 1939 року — 1-й секретар Комі-Перм'яцького окружного комітету ВКП(б).
У 1939—1942 роках — 3-й секретар Пермського (Молотовського) обласного комітету ВКП(б).
У 1942—1944 роках — 2-й секретар Молотовського обласного комітету ВКП(б).
У лютому 1944 — 1947 року — 1-й секретар Карагандинського обласного комітету КП(б) Казахстану.
У 1947—1949 роках — заступник міністра смакової промисловості Казахської РСР.
У 1949—1953 роках — заступник міністра харчової промисловості Казахської РСР.
У 1953 році — заступник міністра легкої та харчової промисловості Казахської РСР.
У 1953—1954 роках — заступник міністра промисловості продовольчих товарів Казахської РСР.
У 1954—1957 роках — міністр промисловості продовольчих товарів Казахської РСР.
У 1957—1958 роках — 1-й секретар Алма-Атинського обласного комітету КП Казахстану.
У 1958—1960 роках — секретар Алма-Атинського обласного комітету КП Казахстану.
У 1959 році закінчив заочно Казахський педагогічний інститут імені Абая, вчитель історії.
У 1960—1963 роках — 1-й заступник міністра місцевої промисловості Казахської РСР.
У 1963—1965 роках — 1-й заступник міністра побутового обслуговування населення Казахської РСР.
У 1965—1966 роках — заступник міністра місцевої промисловості і побутового обслуговування населення Казахської РСР.
У 1966—1968 роках — 1-й заступник міністра побутового обслуговування населення Казахської РСР.
З 1968 року — персональний пенсіонер.
Помер 1 липня 1986 року в місті Мінську.

## Нагороди
- орден Вітчизняної війни І ст.
- два ордени Трудового Червоного Прапора
- орден «Знак Пошани»
- медалі